# Mount Hosmer (Kanada)
Der Mount Hosmer ist ein Berg in den kanadischen Rocky Mountains, dort in der Front Ranges, in der kanadischen Provinz British Columbia. Der Berg ist nach der Siedlung Hosmer benannt. Außerdem steht der Berg auf dem Kopf, der älteste Teil der Felsformation ist oben und der jüngste unten.

## Ghost Rider
Ghost Rider ist ein Schatten am Berg, der besonders an Sommerabenden sichtbar ist und auf die zentrale südliche Klippenwand des Mount Hosmer geworfen wird. Er ähnelt stark einem Pferd. Es wurde in die lokale Volkslegende aufgenommen und ist zum Symbol der Gemeinde Fernie geworden. Die Eishockeymannschaft Fernie Ghostriders hat ihren Namen von diesem Schatten. Neil Pearts Autobiografie „Ghost Rider“ verdankt ihren Titel ebenfalls dem Schatten.